# Демографические потери Якутии в годы Великой Отечественной войны
Демографические потери населения Якутии в годы Великой Отечественной войны составили 13 %. 14,8 % населения Якутской АССР было призвано на фронт, что соответствует трети населения выполняющего трудовую деятельность. Безвозвратные потери на фронте могли достигнуть более половины призванных граждан Якутии. Число без вести пропавших оценивается в интервале от 13,1 до 19,8 тысяч человек. Были потери и среди гражданского населения. Особенно пострадало сельское население, которое попав в сложные экономические и бытовые условия, потеряло около 25 % от общего населения. Население Якутии смогло достичь уровня довоенного численности только к концу 1954 года — началу 1955 года, спустя десятилетие после завершения Великой Отечественной войны.

## Оценка потерь СССР
Потери Советского Союза в годы Великой Отечественной войны оцениваются в 27 миллионов человек. Военные потери, включающие японскую компанию, оцениваются в 9,2 миллиона человек. Количество пленных оценивается в 6,3 миллиона человек, 4 миллиона из них погибло. Таким образом, потери в 12-13,5 % от общей численности населения СССР стали фактором снижения демографического потенциала страны. Оценка численных потерь населения в годы ВОВ являются предметом многочисленных исследований и уточнений, в том числе и в Якутской республике.

## Оценка потерь Якутии на фронте
Согласно последним публикациям Ю. Д. Петрова и П. Д. Петрова, включающие документы Д. Д. Петрова, число призванных на войну граждан Якутской АССР увеличено до 65 125 человек. Это число включает 2000 граждан Якутской АССР прошедших мобилизацию в других регионах СССР, а также 240 и 434 граждан Якутской АССР проходящих службу и призванных ранее в 1939 и 1940 годах соответственно. Таким образом, из Якутии на войну было отправлено 62 451 человек.
Ю. Д. Петров и П. Д. Петров оценивают безвозвратные потери среди граждан Якутской АССР числом более 49 тысяч человек среди всех сограждан ЯАССР (независимо от региона мобилизации) и числом более 46,7 тысяч человек среди мобилизованных непосредственно из ЯАССР. П. Д. Петров оценивает число погибших и пропавших граждан ЯАССР в 36,1 тысячу человек, а число пленённых и не вернувшихся приблизительно 10,5 тысяч человек.
Книга-мемориал «Память» в 10 томах стала результатом многолетней усердной работы коллектива авторов, содержит поименные списки мобилизованных и погибших. Согласно данным из книги-мемориала на Якутскую АССР приходится: число мобилизованных — более 62 тысяч человек, число погибших и пропавших — 26 373 человека, число демобилизованных — 23 988 человек, число мобилизованных и пропавших — 12 248 человек.
Общие безвозвратные потери среди мобилизованных составители книги-мемориала оценивает в число 31-32 тысячи человек, то есть 50 %, что превышает показатели, среди Советской армии, оцениваемые в 40,3 %. М. П. Габышев объясняет большие потери среди мобилизованных характером мобилизации прошедшей большей части в 1941-42 годах, то есть во время крупных сражений и потерь среди советской армии, а также слабой военной подготовкой и плохим знанием русского языка.

## Оценка потерь Якутии в тылу
Исследования по демографическим потерям начались только со второй половины 1980-х годов. Д. Д. Петров, И. А. Аргунов в своих работах отметили повышение уровня смертности, особенно в сельской местности. Д. Д. Петров отмечает, что перемещение чурапчинцев в северные районы на рыбодобычу поставило население в тяжёлую ситуацию. И. А. Аргунов провёл сопоставление численности населения ЯАССР по переписи 1939 года и по состоянию на 1 января 1945, снижение численности составило 13,5 %.
Ю. Д. Петров оценил потери ЯАССР в тылу в 108080 человек. Е. Е. Алексеев в своих работах оценил, что смертность составила более 40 тысяч человек. М. Э. Грязнухина, П. П. Петров, С. Е. Никитина описали тяжелое положение, сложившееся в тылу. По данным Е. Н. Федоровой потери населения достигли 61,2 тысячи человек или 14,8 %.

## Оценки людских потерь
1. В условиях ведения военных действий государству важно было иметь точную демографическую статистику. Однако, военные действия и их последствия, такие как гибель людей, перемещения граждан, миграции и депортации, осложнили учёт статистическими органами населения. Таким образом статистические данные в годы войны не могли отражать реальные данные. Достоверным источником сложно считать данные переписей населения. Однако переписи были проведены в 1937, 1939, а последующая в 1959 году, через 20 лет.
Учёт населения Якутии в годы войны был осложнён внесением данных по спецпоселенцами и заключёнными в учёт гражданского населения, а также географическими, климатическими условиями, осложнявшими своевременное ведение документации.
Приблизительную оценку по возможному естественному приросту за годы можно провести по оценке прироста с 1937 по 1940 год составившему 6938 человек в год. Таким образом, прирост за пять лет должен был составить 34 690 человек. С учётом отрицательного естественного прироста за 5 лет в 13 872 человек, общие потери возможного теоретического прироста населения ЯАСССР составляют 48,6 тысяч человек.
Приблизительную оценку по смертности от голода за 1941-43 года можно провести по оценке смертности с 1937 по 1938 год составлявшего 8 тысяч человек в год. Теоретическая смертность в 1941—1943 годах должна была составлять 24 тыс. чел., но фактически она составила 50 527 чел. Таким образом, приблизительные расчётные потери от голода составили 26,5 тысяч человек.
2. По расчёту потерь в сельской местности необходимо иметь учитывать изменения, происходившие в административном учёте. А именно 12 посёлков перешли из категории сельских, в категорию городских, что снизило число сельских жителей на 32 %.
Более точную оценку повышения смертности населения показывает коэффициент смертности в преимущественно якутских районах проживания. Коэффициенты смертности вся республика и в якутских районах: 1941 год — 37,7 и 44,4; 1942 год — 45,6 и 49,0; в 1943 г. — 42,0 и 47,5; в 1944 год — 23,5 и 30,3; в 1945 г. — 17,5 и 22,0.
Таким образом, в Якутии в годы войны произошло сокращение населения на 54,3 тысяч человек, из которых 40,4 тысяч человек пришлось на миграционную убыль, а 13,9 тысяч человек — естественной убыль населения.
Из Якутии было мобилизовано около трети среди занятых трудовой деятельностью — 62 тысячи человек. На долю РСФСР пришёлся наибольший процент призванных 19,1 % призванных от общего населения, с учётом уже находящихся в строю 22,1 %. Якутские 62 тыс. мобилизованных из населения 419 тыс. на 1 января 1941 г. составят более 14,8 %. Сравнительные проценты призванных: а Украине 12,5 % населения, в Белоруссии — около 12 %, в республиках Средней Азии — около 17 %, республиках Закавказья — около 17 %.

## Итого
Численность населения Якутии в годы войны уменьшилась на 13 %. Более 14,5 % населения было мобилизовано, это треть от занятых трудовой деятельности. Общие безвозвратные потери оцениваются в 31-32 тысячи человек, пропавших без вести — от 13,1 до 19,8 тыс. чел. Пострадало гражданское населения, сельское потеряло около четверти населения. Население Якутии смогло достичь уровня довоенного численности только к концу 1954 года — началу 1955 года, спустя десятилетие после завершения Великой Отечественной войны.